# Immortal
Az Immortal black metal együttes 1990-ben alakult a norvégiai Bergenben. A stílus egyik legalapvetőbb és legismertebb formációja, amely számtalan későbbi zenekarra gyakorolt jelentős befolyást. Az Immortal azon kevés black metal zenekarok egyike, akiknek sikerült felkerülniük a Billboard 200 lemezeladási listára. Az együttest a frontemberi szerepet betöltő Abbath Doom Occulta (Olve Eikemo) énekes/gitáros, és a korábbi gitáros Demonaz Doom Occulta (Harald Nævdal) alapította. A két zenész az első három albumon olyan dobosokkal játszott együtt, mint Grim, Armagedda és Hellhammer, majd 1996-ban csatlakozott hozzájuk a jelenlegi ütős, Horgh (Reidar Horghagen). Abbath és Horgh mellett 2006-ra alakult ki egy stabil felállás, miután csatlakozott hozzájuk Apollyon (Ole Jørgen Moe) basszusgitáros.
Az együttes mindig elutasította a rájuk aggatott black metal címkét, dalszövegeiket pedig a stílushoz kapcsolódó sátánizmus helyett a norvég tél és az északi természeti tájak inspirálják. Az együttes 2003-ban bejelentette feloszlását, de 2006-ban újjáalakultak és All Shall Fall címmel egy albumot is kiadtak 2009-ben. A zenekar 2015 elején feloszlani látszott egy hónapokig húzódó jogi vita miatt, de az év augusztusában bejelentették, hogy az Immortal nem állt le, csak Abbath nélkül folytatják. Zenei pályafutásuk során kilenc stúdióalbumot jelentettek meg, a legfrissebb nagylemezük 2018-ban jelent meg Northern Chaos Gods címmel.

## Történet

### Előzmények és a korai évek (1988–1991)
Az Immortal elődjének az Amputation és az Old Funeral zenekarok tekinthetőek. Az Old Funeralt Abbath basszusgitáros/énekes és Tore Bratseth gitáros alapította meg 1988-ban és 1992-es feloszlásukig két demót és egy EP-t jelentettek meg. A death metal zenekar megszűnéséig olyan gitárosok fordultak meg a soraiban, mint Demonaz, Varg Vikernes és Jørn Inge Tunsberg. Az Old Funeral-al párhuzamosan egy rövid életű Satanael nevű formációt is működtetett Demonaz és Abbath, mígnem mindketten meg nem alapítottak egy új formációt. Az Amputation death metal zenekart Abbath basszusgitáros, Demonaz énekes/gitáros és Jørn Inge Tunsberg gitáros hozta létre. A zenekar Padden dobos csatlakozásával lett teljes, és 1989-ben Achieve the Mutilation, míg 1990-ben Slaughtered in the Arms of God címmel adtak ki demókat. Azonban ez a zenekar sem tűnt hosszú életűnek, mivel 1990-ben a feloszlás mellett döntöttek.
Abbath és Demonaz ezt követően 1990 őszén alapította meg az Immortalt. A zenekar dobosa Armagedda (Gerhard Herfindal) lett, akivel Demonaz egy 1989-es oslói Slayer koncerten ismerkedett meg. Másodgitárosként pedig Jørn Inge Tunsberg csatlakozott az együtteshez. Az Immortal megalakulását olyan zenekarok inspirálták, mint a Morbid Angel, a Possessed, a Bathory, a Celtic Frost és a Mayhem gitárosa, Euronymous. Még 1990-ben megjelent az első demójuk, amely a The Northern Upins Death címmel került kiadásra. A kiadvány logóját Jannicke Wiise-Hansen rajzolta meg, míg a borítókép utalás volt a Mayhem énekesére, Deadre. Hansen úgy gondolta, hogy a zenekar sátáni üzeneteket hordoz, ezért egy fordított keresztet is belerajzolt a logóba. A tagok korábbi zenekarait jellemző death metal stílus helyett, a kibontakozóban lévő black metal felé fordult el a zenekar. Az anyag megjelenése után úgy döntöttek, hogy trióban folytatják tovább, ezért megváltak Tunsbergtől. A gitáros ezt követően az Old Funeralban és a Hades Almightyban folytatta a zenélést.
A demóra felfigyelt a Listenable Records és szerződést írt alá a zenekarral. A kiadó sürgette a lemezmegjelenést, ezért hamar kezdtek alakot ölteni az első album olyan szerzeményei, mint a The Cold Winds of Funeral Frost és az Unholy Forces of Evil. 1991-ben Suffocate Demo címmel egy újabb demót adtak ki, amelyet még ez év októberében követett az első hivatalos kiadványuk, az Immortal című EP. Az anyag mindössze 1000-re limitált példányszámban látott napvilágot. A háromszámos EP rögzítésére a Sony PLM 2500 stúdióban került sor. Az Immortal EP 2000-ben újra kiadásra került, mégpedig arra a True Kings of Norway című válogatásalbumra került fel, amelyen még olyan zenekarok is szerepeltek, mint az Emperor, a Dimmu Borgir, az Ancient és az Arcturus. A lemez hallatán az Osmose Productions lemezszerződést kínált a zenekarnak, amelyet 1992-ben írtak alá. Abbath és Demonaz ekkortájt kezdték felvenni az Abbath Doom Occulta, illetve a Demonaz Doom Occulta művészneveket.

### Diabolical Fullmoon Mysticism,Pure Holocaust(1992–1994)
Az első album felvételei 1992 áprilisában kezdődtek meg a norvég Grieghallen stúdióban, Eirik Hundvin producerrel. Az album Diabolical Fullmoon Mysticism címmel jelent meg 1992. július 1-jén. Extrém metal berkekben az anyag jó kritikákat kapott, bár későbbi recenziójában az AllMusic csak 2 csillagot adott rá az ötből, és kifejtette, hogy a későbbi albumok dinamizmusa és dalszerzői erényei itt még csak nyomokban vannak jelen. Az album dalszövegei a kortárs black metal anyagokkal ellentétben nem a sátáni ideológiákról szólnak, hanem a téli tájakról és a skandináv legendákról. Ezen belül is az Abbath és Demonaz által kitalált Blashyrkh nevű képzeletbeli királyságról, amelyben „Mighty Ravendark” és „Corvoscuro” uralkodik. Zeneileg szintén eltért a korszak kiadványaitól és későbbi albumaiktól, mivel itt még lassabbak a tempók, és az akusztikus gitár gyakori használata sem volt megszokott stíluselem. A későbbi Immortal albumok közül is csak az At the Heart of Winteren került elő gyakrabban az akusztikus gitár szerepe. A lemez kiadása után elbocsátották Armagedda dobost, mivel Abbath elmondása szerint nem volt képes kellő gyorsasággal játszani. A helyére Kolgrim került, aki Abbathtal az Old Funeralban, Demonazzal pedig az Amputationban zenélt korábban. Vele csak egy koncertre került sor 1992 decemberében. Az előadást rögzítette a helyi tévé állomás is. A dobos azonban nem volt elég elkötelezett az együttes iránt, ezért hamarosan megvált tőle a zenekar.
Két hónappal később a norvég black metal mozgalom a botrányai révén néhány híradásba és televíziós csatornába is bekerült, ezért minden korábbinál nagyobb figyelem irányult a zenekarokra. Ezt kihasználván az Immortal készített egy videóklipet és mellé rögzítettek egy interjút is. A video a Call of the Wintermoon dalra készült körülbelül 2 óra alatt egy norvég erdőségben. A zenei csatornák még aznap este elkezdték sugározni a dalt, a hozzá készített interjúval együtt. A sajtó sátánista black metalként hirdette a zenekart, de az együttes ezt az interjú során is megcáfolta, a zenéjét pedig „holocaust metal”ként definiálta.
A második album felvételeire szintén a bergeni Grieghallen stúdióban került sor Eirik Hundvin és a zenekar produceri felügyeletével. Az album Pure Holocaust címmel 1993. november 1-jén látott napvilágot. A felvételek idejére még nem találták meg az új dobosukat, ezért az egész anyagot Abbath dobolta fel. A lemez keverési fázisában már bevették Grimet (Erik Brødreskift), aki ugyan nem hallható a lemezen, a borítófotón azonban már ő is látható. Az anyagon teljesen eltűntek az akusztikus hangszerek, és az elődjénél gyorsabb is lett. A Tales of the Macabre magazinnak adott interjújában Demonaz úgy fogalmazott, hogy az album gyorsabb és jobb lett az elődjénél, kikerülve az ott felhangzó hibákat is. A kritikák pozitívan reagáltak a lemezre, később az AllMusic is 4 és fél pontot adott rá az ötből, és dicsérte az album riffjeit és a zenekar egyedi stílusát. Az albumcím miatt Németországban nácizmussal vádolták a zenekart, és ezért Berlinben nem engedték árusítani.
A lemezt egy Európai turné keretében népszerűsítették, ahol a kanadai Blasphemy és a görög Rotting Christ voltak a turnépartnereik. A Fuck Christ Tour 93 elnevezésű koncertsorozat sikeresnek bizonyult, ezért még a svéd Marduk társaságában is adtak pár koncertet. A turné végére Grim úgy döntött, hogy elhagyja a zenekart, mivel társai nem tartották eléggé fejlődőképesnek. A dobos ezért 1994-ben kilépett az Immortalból. Későbbi pályafutása során megfordult a Borknagar és a Gorgoroth zenekarokban is, végül 1999 októberében kábítószer-túladagolás következtében elhunyt.

### Battles in the North,Blizzard Beasts(1995–1998)

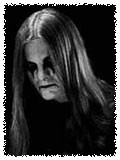
Erik Brødreskift, ismertebb nevén Grim 1993 és 1994 között volt az együttes tagja. 1999-ben hunyt el drogtúladagolásban.

1994 szeptemberében megkezdődtek a harmadik album felvételei a Grieghallen stúdióban Eirik Hundvin producerrel. Mivel a zenekar dobos nélkül maradt, ismét Abbath játszotta fel a dobrészeket. A lemez Battles in the North címen jelent meg 1995-ben, továbbra is az Osmose Productions jóvoltából. Demonaz néhány hónappal az album megjelenése után úgy nyilatkozott az albumról, hogy egy nagyon intenzív és fagyos hangulatú anyagot készítettek, amely pályafutásuk addigi legerősebb produkciója lett. Az album első példányain rosszul volt kinyomtatva a számlista, ezért az Osmose kénytelen volt visszavonni a már kiadott anyagokat és javítani a hibákat. Zeneileg továbbra is megmaradtak az egyszerű, agresszív és gyors black metalnál, szemben az olyan pályatársaikkal (Emperor, Mayhem, Burzum, In The Woods, Ulver) akik ekkortájt már kísérletezgetésekkel, és új elemek bevonásával gazdagították a black metal korlátait. Az album tovább növelte a zenekar népszerűségét, és az Allmusic is megjegyezte, hogy a mindvégig szélvészgyors album a black metal egyik meghatározó pillanata.
Az album népszerűsítése céljából videóklipet forgattak a Blashyrkh (Mighty Ravendark) és a Grim and Frostbitten Kingdoms dalokra, amelyek felkerültek a Masters of Nebulah Frost címmel 1995-ben kiadott VHS kazettára is. A felvételeken már Hellhammer dobos szerepelt, aki ideiglenesen csatlakozott a zenekarhoz. A kiegészült tagságnak köszönhetően turnéra indulhattak, amely Európa területén zajlott le 1995 októberében. A koncerteken a Moonspellel együtt a Morbid Angel death metal együttes különleges vendégeként lépett fel az Immortal. A turné befejezése után Hellhammer más projektjeire hivatkozva elhagyta a zenekart. Abbath és Demonaz az új személy megtalálásának érdekében egy újsághirdetést adtak fel, amelyre végül 1996 májusában jelentkezett Horgh (Reidar Horghagen). Demonaz kijelentette, hogy az együttes Horgh megtalálásával jobban működik mint valaha, és 100 százalékosan elégedettek a teljesítményével.
1996 szeptembere és novembere között a Grieghallen stúdiónál jobban felszerelt Stigma stúdióban kezdődtek meg a következő album felvételei. A produceri feladatokat ezúttal Henrikke Helland látta el a zenekar mellett. A Blizzard Beasts címre keresztelt album 1997. március 20-án jelent meg, és megosztó véleményeket kapott a sajtó részéről. John Serba kritikus (Allmusic) 2 és fél pontot adott rá, ezenkívül kudarcnak és hatástalannak minősítette az albumot. Ez volt az utolsó olyan albumuk amelyen még szerepelt Demonaz gitáros, mivel akut inhüvelygyulladása miatt fel kellett hagynia az aktív gitározással. Az együttes több hónapig várt a felépülésére, de amikor továbbra sem javult a helyzet, az Osmose kiadó jelezte a zenekarnak, hogy nélküle kell végigcsinálni a lemezbemutató turnét. Demonaz azonban nem lépett ki a zenekarból, hanem továbbra is részt vállal a szövegírásban, a dalszerzésben és az együttes irányításában. Ezenkívül megalapította Perfect Visions nevű zenekarát, ahol csak az énekesi feladatokat vállalta magára. A kiválását követő turnén Abbath vette át a helyét, mint énekes/gitáros, míg az új basszusgitáros Ares (Ronny Hovland) lett, aki korábban az Aeternus tagja volt. A turné után felkérték Arest, hogy teljes jogú tagként csatlakozzon a zenekarhoz, ő azonban visszautasította az ajánlatot, hogy az Aeternusra tudjon jobban koncentrálni.

### At the Heart of Winter,Damned in Black(1999–2001)
1998 novemberében a svédországi Abyss stúdióban kezdtek el dolgozni ötödik albumuk anyagán. A produceri feladatokat saját maguk mellett ezúttal Peter Tägtgrenre, a Hypocrisy vezetőjére bízták. A death metal együttes énekese/gitárosa, Tägtgren saját maga invitálta az Immortalt az Abyss stúdiójába, amelyet mind a zenekar, mind az Osmose lemezkiadó elfogadott. Az anyag gitár és basszustémáit egyaránt Abbath játszotta fel. Az album zeneileg jelentős változást mutatott a korábbi anyagaikhoz képest. A dalok hosszabbak (a legrövidebb is 6 perc feletti) és epikusabb hangvételűek lettek, és a black metal mellett egyértelmű (német stílusú) thrash metal elemek is felbukkantak. A kritikusok dicsérték a két stílus fúzióját, az album pozitív visszhangja révén pedig számos új rajongót szereztek, melynek köszönhetően Norvégia egyik legismertebb és nagyra értékelt formációja lettek. Az utókor a zenekar egyik klasszikusaként hivatkozik az albumra, az Allmusic írója, John Serba például négy ponttal jutalmazta az anyagot, és a zene fenségessége mellett kiemelte a tiszta, de súlyos hangzást is. Paul Schwarz, a Chronicles of Chaos munkatársa 9 pontot adott rá a 10-ből, és dicsérte az album dermesztő és sötét hangulatát. Az albummal nemcsak a zenéje változott a zenekarnak, hanem a borítón lévő logó is, továbbá ez volt az első olyan anyaguk, amelynek borítóján nem a zenekari tagok, hanem egy mitológiai táj szerepelt középpontjában egy várral. Abbath elmondása szerint ebben az is közrejátszott, hogy Demonaz betegsége miatt már nem volt annyira teljes a tagság mint régen, még ha a zenekarból nem is lépett ki az egykori gitáros. A következő albumok borítóin azonban már újra a zenészek láthatóak, kivéve a 2009-ben megjelent All Shall Fallt.
Az album megjelenését követően szerepeltek a Darkthrone előtt tisztelgő Darkthrone Holy Darkthrone című tribute albumon, amelyen a To Walk the Infernal Fields című dalt adták elő. Az At the Heart of Winter turnéjára új basszusgitárost kellett keresniük, akit Iscariah (Stian Smørholm) személyében találtak meg.
A turné végeztével 1999 októbere és 2000 februárja között felvették a következő stúdióalbumukat. Csakúgy mint az elődje, ez is a svéd Abyss stúdióban készült Peter Tägtgren producerrel. A lemez 2000. április 27-én jelent meg Damned in Black címmel, és már az előrendelések alapján 40 000 példányban kelt el, továbbá felkerült a német lemezeladási listára is. Ez volt az utolsó albumuk amely az Osmose Productions lemezcégnél jött ki. A zenekar 2000. november 22-én a jóval hatékonyabb Nuclear Blast kiadóval írt alá hosszú távú szerződést. A Damned in Black albumot szintén jól fogadták a kritikusok, az Allmusic lenyügözőnek titulálta (külön kiemelve az instrumentális részeket), továbbá ugyanolyan erősnek mint a korábbi albumaik bármelyikét. Az anyag egyfajta keveréke lett a korai albumokat jellemző nyers, szélvészgyors iránynak és az At the Heart of Winter komplexebb, epikus világának. A Damned In Black turnéja ezúttal már az Amerikai Egyesült Államokat is érintette, ahol a Krisiun, a Satyricon és az Angel Corpse társaságában adtak koncerteket. Ezenkívül még Mexikóban is felléptek pár előadás erejéig. 10 éves fennállásuk megünneplésére összeállítottak egy speciális box szett válogatáskiadványt, amelynek tartalmát egy élő album, sok kiadatlan fotó és egyéb ritkaságok tették ki. A kiadvány azonban sosem látott napvilágot.
Ebben az időszakban az együttes tagjai egyre több időt kezdtek el szentelni az egyéb projektekben való közreműködésekre. Horgh a Pain számára kezdett el dolgozni, Abbath a Det Hedenske Folk formációval muzsikált, míg Iscariah a Wurdulak black metal együttes Ceremony in Flames című albumán tűnt fel. Horgh és Abbath ezenkívül a Necrophagia gitáros Frediablo által alapított Gorelord black metal zenekar első demóján is segédkezett. 2001-ben az Immortal is szerepelt az Avantgarde Music kiadásában napvilágot látott Originators of the Northern Darkness – A Tribute to Mayhem elnevezésű Mayhem tribute albumon, amelyen a From the Dark Past című darabot adták elő. Még ugyanebben az évben a Damned in Black Norvégiában elnyerte a legjobb metalalbumnak járó díjat.

### Sons of Northern Darkness(2002–2003)

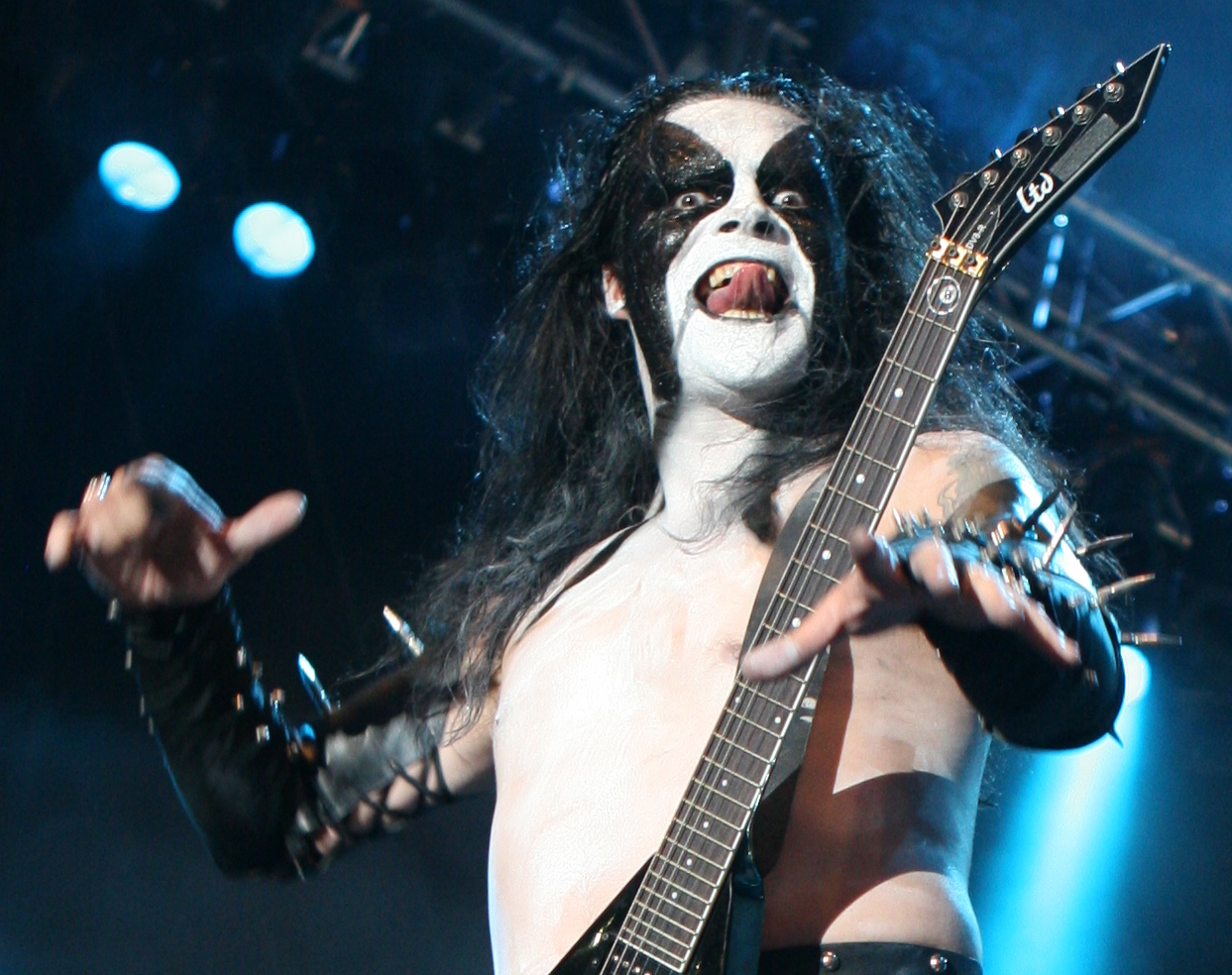
Abbath, aki az együttes vezetője és frontembere volt 2015-ig.

Hetedik albumuk stúdiómunkálatai 2001 szeptemberében kezdődtek meg Peter Tägtgren vezényletével, az Abyss stúdióban. A Sons of Northern Darkness című albumot 2002. február 4-én bakeliten, limitált verzióban és fém dobozos verzióban (mely hamar elfogyott) adta ki a Nuclear Blast. Az anyagot nagy várakozás előzte meg, és a Nuclear Blast hatékony promóciós munkájának köszönhetően átlépte a 150 000 eladott példányszámot. Ezáltal sikerült felülmúlniuk az előző album sikerét, amelyből 100 000 darabot adtak el. Az album több országban is felkerült a listákra. Németországban az 58., Finnországban és Norvégiában pedig a 31. helyet sikerült megszereznie. A lemez azonban nemcsak kereskedelmileg lett sikeres, hanem a kritikusok körében is nagy tetszést aratott. Az AllMusic például négy pontot adott rá, és úgy fogalmazott, hogy az együttes vitathatatlanul az egyik legjobb black metal anyagot készítette el. Továbbá kiemelte a fantasztikus dalszövegeket, és az album könyörtelen brutalitását, és kijelentette, hogy az anyagot minden black metal rajongónak birtokolnia kell. A Chronicles of Chaos 10-ből 10 pontot adott rá, és klasszikus remekműnek, valamint az év albumának nevezte. Ezenkívül dicsérte az együttes progresszív felfogású dalszerzői stílusát. Az albumon ismét előtérbe került az epikusabb megközelítés, mivel a nyolc dalból négy is átlépi a 7 perces játékidőt.
A lemez turnéjának keretében felléptek a Rock Hard magazin által szervezett No Mercy fesztiválon, ahol olyan zenekarokkal osztották meg a színpadot, mint a Vader, a Catastrophic, a Deströyer 666, a Hypocrisy, a Disbelief, a Malevolent Creation és az Obscenity. Ezenkívül még több fesztiválon is szerepeltek, többek között a német Wacken Open Airen is. Röviddel ezután pár fellépés erejéig a Manowar előtt léptek fel az Egyesült Államokban. Ezeken az előadásokon azonban már nem Iscariah basszusgitározott, mivel elhagyta a zenekart. Később olyan együttesekben tűnt fel, mint az Amok, a Necrophagia, a The Clan Destined, és a Dead to this World. Helyére Saroth (Yngve Liljebäck) érkezett, aki hamar be tudott illeszkedni a zenekarba.
2003-ban a Sons of Northern Darkness albumot jelölték a norvég Spellemannprisen és Alarmprisen díjakra, de mindkettőt a Satyricon Volcano albuma nyerte el. Ezt követően Abbath vendégszerepelt a Dimmu Borgir Death Cult Armageddon albumán, míg a volt tag Iscariah és Horgh megalakította a Grimfist zenekart. Az együttes megszületésekor pletykák röppentek fel az Immortal feloszlásáról, amelyet a kiadó tagadott, és kijelentette, hogy csak egy kisebb szünetet iktat be a zenekar. Pár órával később azonban maga az együttes tudatta a rajongókkal, hogy feloszlatták magukat.

### Inaktív időszak és az újjáalakulás (2004–2007)
2005-ben a Townsend Avalanche Music kiadó megjelentetett egy Epimythion – Tribute to Immortal című tribute albumot, melyen olyan előadók tisztelegtek az Immortal előtt, mint a Sunn O))), a Beyond Dawn, az Endwarfment, a Vreid, a Tragedy Begins, a Zweizz, az Enthroned, az Aura Noir, a Funeral Procession és a Seth. 2005 áprilisában Abbath és a korai Immortal ütős Armagedda megalapította az I együttest, amelyben rajtuk kívül még az egykori Gorgoroth basszusgitáros King ov Hell és az Enslaved gitáros Ice Dale (Arve Isdal) vett részt. A supergroupnak kinevezett zenekar hivatalos szövegírója Demonaz lett, a black metalt a Motörhead féle rock and rollal keverő albumuk pedig Between Two Worlds címmel jelent meg 2006-ban.
2006 júniusában Abbath elárulta a német Rock Hard magazinnak, hogy Horghal és Demonazzal is vitatkozott az újraegyesülést illetően. A Nuclear Blast hivatalos honlapján, 2006. július 14-én jelentek meg a visszatérést jelentő első koncertdátumok. Az újraegyesüléshez Iscariah is akart csatlakozni, de Abbath és Horgh az Aura Noirban zenélő Apollyont (Ole Moe) választotta új basszusgitárosnak. 2007 áprilisában kezdetét vette a hétállomásos 7 Dates of Blashyrkh Tour elnevezésű turné, amely során főzenekarként léptek fel olyan fesztiválokon, mint a norvég Inferno Metal Festival, a francia Hellfest, a finn Tuska Open Air, a szlovén Metal Camp és a német Wacken Open Air. A turné végeztével további három norvégiai fellépésre került sor. Először augusztus 25-én Bergenben a Hole in the Sky fesztiválon, utána Notoddenben a Motstøy Festivalon, majd október 20-án Trondheimben.

### All Shall Fall(2008–2014)

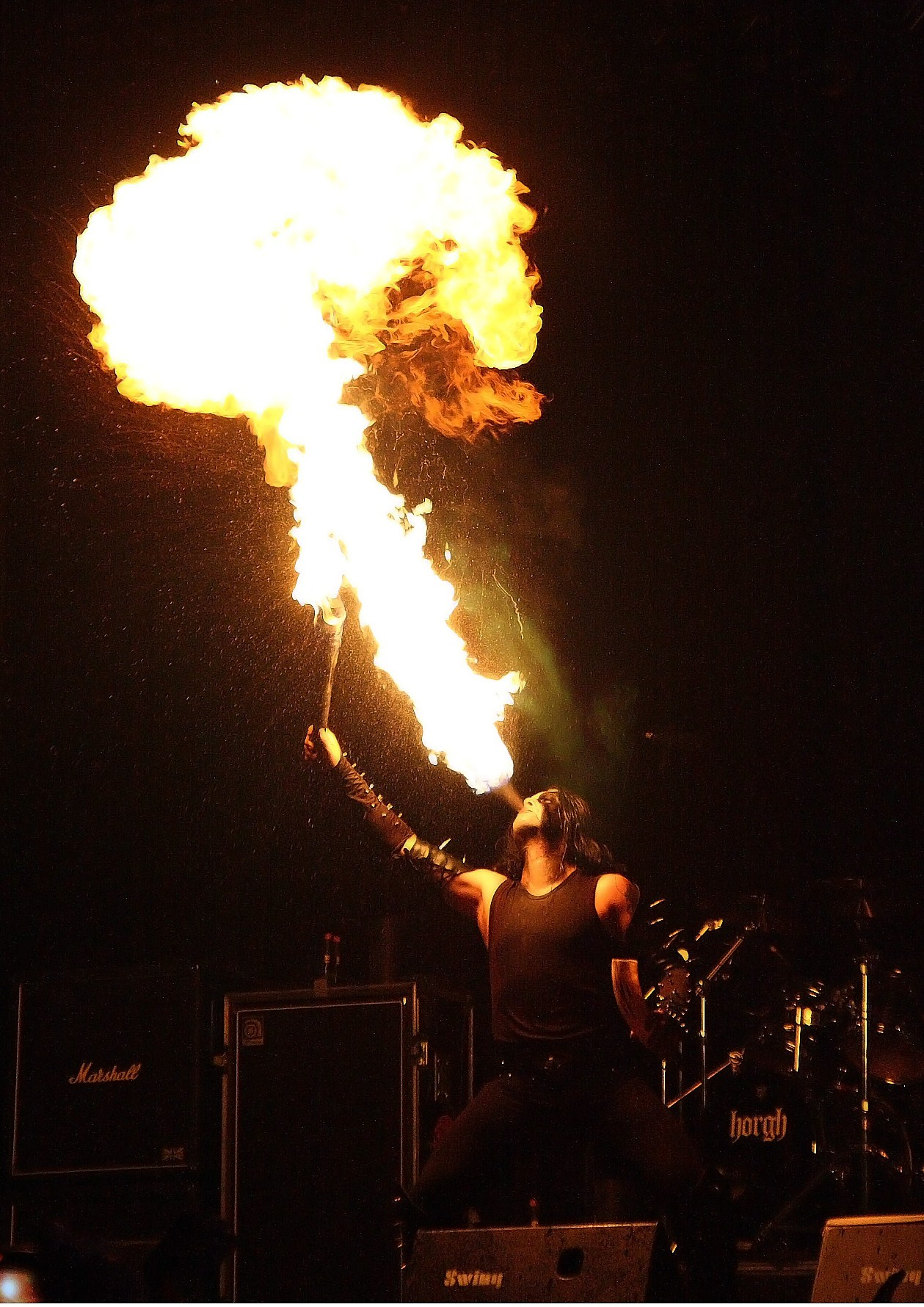
Abbath egy 2009-es koncerten.

2008 márciusában a Blashyrkh in Oz Tour keretében Ausztráliában és Új-Zélandon adtak koncerteket, de felléptek a Rock Hard fesztiválon is. 2009 májusában Peter Tägtgren produceri vezényletével bevonultak az Abyss stúdióba, hogy rögzítsenek egy albumot. A Nuclear Blast kiadásában megjelent lemez All Shall Fall címmel került a boltok polcaira 2009. szeptember 25-én. Az Egyesült Államokban csak októberben lehetett megvásárolni. Az album bakelit, digipack, és limitált box set változatban is hozzáférhetővé vált. Az album megosztotta a rajongókat és a kritikusokat egyaránt, de többségében pozitívan fogadták. A Chronicles of Chaos 9 pontot adott rá, az Allmusic négy és felet, csakúgy mint az About.com. Az Allmusic kritikája egyszerre nevezte drámainak és könyörtelennek, az About.com pedig az epikusságát és agresszivitását emelte ki. Az album kereskedelmileg is sikert könyvelhetett el, miután a finn lemezlistán a 20., a norvégon a 21., míg az amerikai Billboard 200-on a 162. helyezést sikerült elérnie. A lemez Svédországban, Svájcban és Franciaországban is bejutott a Top50-be.
Január 9-én a szülővárosukban, Bergenben adtak egy speciális koncertet, amely az új album promóciós turnéjának a kezdetét jelentette. A Terrorizer magazin olvasói az év eseményének az Immortal visszatérését szavazták meg, míg Abbath a 4. legjobb énekes lett, a zenekar pedig az 5. legjobb együttes.
Augusztus 3-án a honlapjukon jelentették be, hogy a nyár folyamán fel fognak lépni a Hellfest és a Wacken Open Air fesztiválokon. 2010. január 23-án a Dortmundban lévő Winternoise Festivalon, míg április 10-én a giesseni Kings of Black Metal Festivalon adtak koncerteket. A 2010 nyarán megrendezett tolmini Metal Camp fesztiválon főzenekarként léptek fel. 2010. december 18-án négy észak-amerikai fellépés dátumai kerültek nyilvánosságra (Toronto, Montréal, New York City és Los Angeles). Ezen kívül felléptek a Norvégiában (Kvinesdal) megrendezésre kerülő Norway Rock Festivalon is. Ezt követően az All Shall Fall albumot jelölték a Spelleman díjra, Håkon Grav menedzser kérésére viszont elutasították a kérelmet. 2010. április 15-én az Eyjafjallajökull vulkán 2010-es kitörése miatt bejelentették a honlapjukon, hogy az április 17-ére tervezett moszkvai koncertjüket október 30-ra teszik át. 2010. december 18-án Eindhovenben léptek fel, mégpedig az Eindhoven Metal Meeting rendezvény főattrakciójaként. 2010. június 23-án részt vettek a londoni Golden Gods Awards díjkioszton, ahol a Legjobb Underground zenekar kategóriában nyert az együttes. 2010 nyarán négy fesztiválfellépést tartott az együttes. Elsőként a Hellfesten, majd a belga Graspop Metal Meetingen, a Metalcampen és a Norway Rock Festivalon léptek fel. Július 10-én megjelent első hivatalos DVD kiadványuk, a The Seventh Date of Blashyrkh, amelyre a 2007-es Wacken fesztiválos fellépés került fel. Augusztus 6-án a honlapjukon jelent meg az All Shall Fallra készített videóklip, amely majdnem egy évre rá az album megjelenésére készült el. A videóklip újdonságnak számított a zenekar részéről, mivel előtte 15 évvel korábban készítettek a Blashyrkh (Mighty Ravendark) és a Grim and Frostbitten Kingdoms dalokra.
2011. április 23-án az Aura Noir társaságában léptek fel az Inferno Festivalon, melyet az Egyesült Királyságban megrendezett Bloodstock Festivalon való szereplés követett. A Decibel magazin számára adott interjúban elárulta a zenekar, hogy már elkezdték a munkát a következő albumon, amelyet 2010 augusztusára ígértek. 2011 áprilisában March of the Norse címmel egy szólóalbumot jelentetett meg Demonaz. 2011 augusztusában az egyik főzenekarként léptek fel a Hole In The Sky fesztiválon olyan együttesekkel, mint a Mayhem, a Satyricon és az Enslaved.

### Jogi vita és a folytatás Abbath nélkül (2014–)
2014 decemberében a zenekar a nevével kapcsolatos jogi vitába keveredett, mivel Abbath a saját cégének, az Eikemo Compositionsnek szerette volna megszerezni a zenekar nevével összefüggő jogokat. Ezt Demonaz és Horgh ellenezték és azt szerették volna, ha az Immortal név továbbra is hármukat illetné meg. Abbath azt állította, hogy jogosan tette a név utáni jogok megszerzésének kísérletét, mert szerinte 2014 nyarán Demonaz és Horgh kilépett az együttesből és a próbatermük bérleti díját nem fizették tovább. A Nuclear Blast kiadóval kötött szerződésük miatt új anyagot kell készíteniük. Demonaz azt állította a Dagbladet-nek, hogy Abbath állításai pontatlan információkat tartalmaznak. 2015 márciusában az előbb felsorolt problémák miatt feloszlani látszott a zenekar, Abbath egy új formációban, az utána elnevezett Abbath zenekarban folytatta a pályafutását olyan zenészekkel, mint King ov Hell és Creature. Viszont 2015. augusztus 14-én Demonaz és Horgh bejelentették, hogy az Immortal nem állt le, Abbath nélkül folytatják és 2016-ra új nagylemezük jelenik meg a Nuclear Blast gondozásában, amiről már néhány dal készen is van. Ez a nagylemez végül 2018. július 6-án jelent meg Northern Chaos Gods címmel.

## Az albumok stílusa, kritikái
Az együttes változatos és gyakran változó stílusú albumokat készített az évek során. A Diabolical Fullmoon Mysticism című első lemezt sokan tartják éretlennek és bizonytalannak, beleértve az olasz kritikust, Piero Scaruffit és az AllMusic magazint. Az album jellemzője, hogy eltér a korszak más black metal kiadványaitól. Ez főleg a széles körben alkalmazott akusztikus gitárokban, az atmoszferikus és lassabb tempókban, valamint a dallamok fokozott jelenlétében mutatkozik meg. Annak ellenére, hogy ezen az albumon még feltűnnek a death metal jellegzetességei is, már tartalmaz olyan számokat, amelyek a zenekar korai időszakának az ismert szerzeményei lettek (The Call of the Wintermoon, A Perfect Vision of the Rising Northland). Az akkori extrém metal sajtó jól fogadta a lemezt, a Metallus. Il libro dell'Heavy Metal című könyv úgy fogalmazott, hogy ha durva és pontatlan is a lemez, új életet lehelt a black metalba. Ezenkívül szerepelt a Heavy Metal című könyvben is, amelyben a szerző jellemzése szerint extrém metal mérföldkő a Diabolical Fullmoon Mysticism.
A következő Pure Holocaust című album javulást mutatott az elődjéhez képest, az Allmusic erőteljesnek és egyedinek nevezte. A Chronicles of Chaos heavy metal magazin pedig beválasztotta minden idők 10 legbefolyásosabb black metal albuma közé. A harmadik Battles in the North albumot sokan tartják a zenekar és egyben az egész black metal színtér egyik legjobb alkotásának. Zeneileg egy nagyon extrém mű született, melynek legfőbb jellemvonásai a szüntelen acsarkodás és a blast beat tempók folyamatos használata. Az anyag hangminősége viszont olyannyira gyengére sikerült, hogy a kritikusok negatív megítélése miatt újra kellett keverni. A Metallus 5 csillagot adott rá az ötből, és dicsérte a dalokat, csakúgy mint a csatákról, északi, zord és fagyott királyságokról szóló dalszövegeket is. Két évvel később jelent meg a Blizzard Beasts, amelyet gyakran tekintenek az Immortal legrosszabb hanganyagának. Piero Scaruffi kiábrándítónak minősítette, míg az Allmusic ötlettelennek, és hatástalannak. A kritikák véleménye szerint a fő probléma abban rejlik, hogy az album ismét nagyon durva, de a hangzása nincs annyira tiszta, hogy élvezetes lehessen. Az albumon fellelhető néhány pozitív megítélést kapott szerzemény is, köztük a Mountains of Might, amely már előrevetítette a következő album thrash metalos törekvéseit is. A lemez azonban nem csak negatív kritikákat kapott, a Chronicles of Chaos például 8 pontot adott rá a 10-ből, és pozitívumként említette meg az anyag death metalos jellemvonásait is. Ez elsősorban a gitártémákon lelhető fel, amelyeken leginkább a korai Morbid Angel befolyása mutatkozik meg. Ezt egy 1999-es interjúban Abbath is elismerte, ahol bevalotta, hogy mindig is csodálta a Morbid Angel muzsikáját, de az album kiadása után elhatározta, hogy félreteszi death metalos hatásait, mivel azok nem teljesen alkalmasak az Immortal koncepciójához.
Az ötödik albumként megjelent At the Heart of Winter jelentős változásokat hozott magával, ami részben annak is betudható volt, hogy Demonaz ínhüvelygyulladása miatt Abbath lett az elsődleges dalszerző. Stílusuk alapja megmaradt, amit a korábbiaknál epikusabb és progresszívabb hozzáállással gazdagítottak, beleépítve zenéjükbe a német thrash metal zenekarok ismérveit is. Az album producere Peter Tägtgren lett, ezáltal a hangzás a korábbiaknál sokkal tisztább és sűrűbb lett. Az anyagot gyakran tekintik az Immortal egyik legjobb remekművének. A következő, Damned in Black című albumot szintén nem győzték dicsérni a kritikusok. Olyannyira, hogy az AllMusic írója, John Serba kijelentette a lemez kapcsán, hogy az Immortal a legfontosabb black metal zenekar. Az anyag az újabbkori albumaik közül a legextrémebbnek tekinthető, mivel az At the Heart of Winter által kikövezett út mellett gyakoriak a blast beat tempók és a korai lemezekre visszautaló megoldások. A tiszta és hatékony megszólalás ezúttal is Peter Tägtgren munkája volt. Az albummal kapcsolatban, ha kis számmal is, de azért akadtak elégedetlenkedő hangnemű vélemények is. Piero Scaruffi olasz kritikus például kiábrándítónak titulálta az anyagot. A hetedik, Sons of Northern Darkness című album 2002-ben jelent meg, és az együttes diszkográfiájának egyik kiemelkedő momentumaként szokás jellemezni. Az Allmusic írása szerint az album az egyik legjobb black metal felvétel, ami valaha megjelent, továbbá kifejtette, hogy ez egy olyan remekmű, amelyet minden black metal rajongónak birtokolnia kell.
Az együttes visszatérését jelentő 2009-es All Shall Fall nem nyerte el mindenki tetszését, de többségében pozitívan fogadták. Az Allmusic 2009 egyik legjobb metal albumaként aposztrofálta, és dicsérte az album hangzását, riffjeit, gitárszólóit, és a helyenként felbukkanó post-punk elemeket is. Az About.com kritikája szerint az album pontosan megmutatja, hogy miért az Immortal az egyik legfontosabb black metal zenekar. Az írás dicsérte a hangzást is, amely véleménye szerint az addigi legjobb lett az együttes történetében. Ezenkívül a Chronicles of Chaos 10-ből 9 pontot adott rá, a PopMatters pedig elismerően szólt az album megszólalásáról és a tagok technikai felkészültségéről.

## Dalszövegek, Blashyrkh

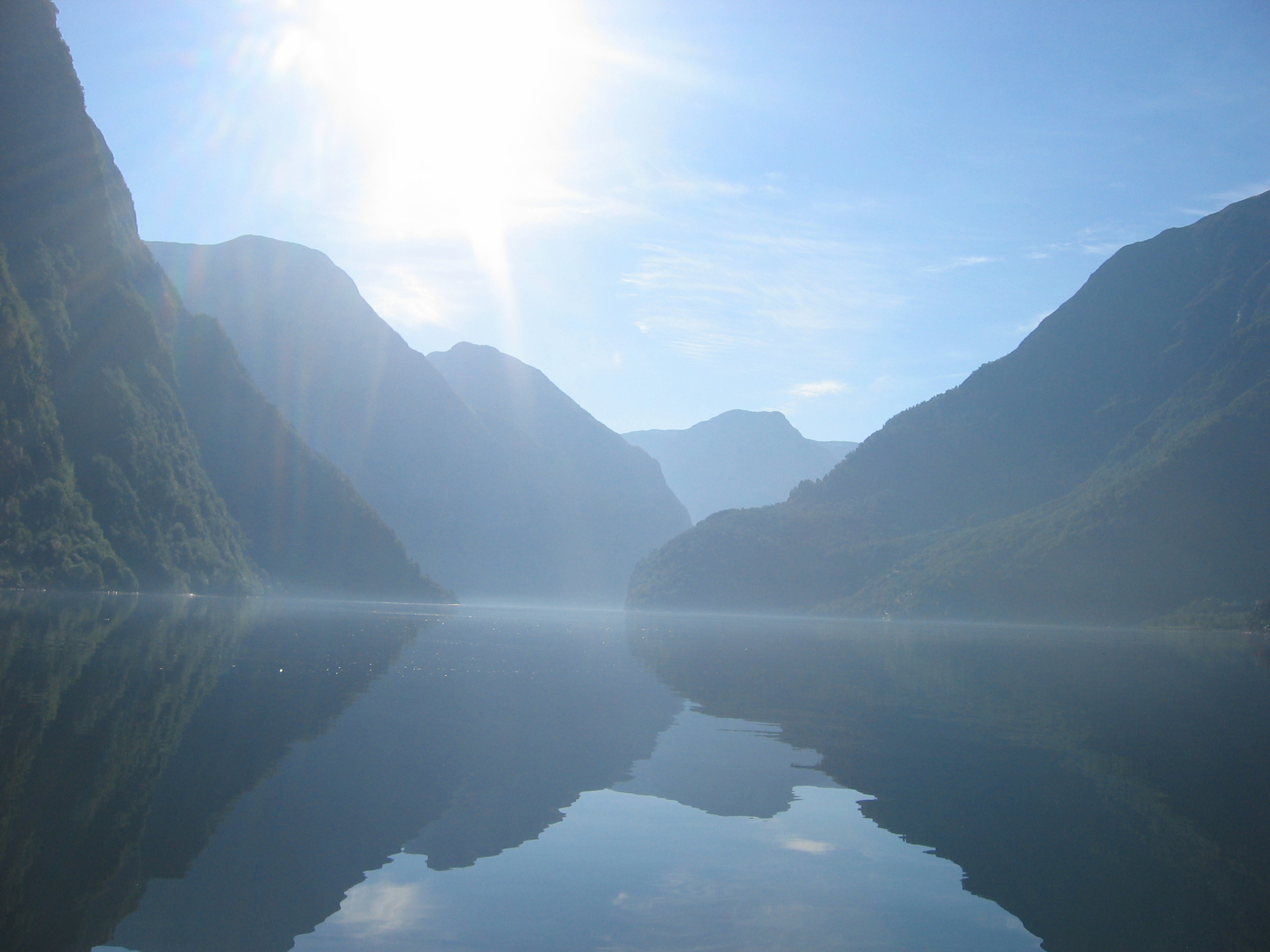
Az együttes dalszövegeit befolyásoló norvég fjord.

Az Immortal dalszövegei elsősorban az Abbath és Demonaz által kitalált képzeletbeli királyságról, Blashyrkhről szólnak. Itt „Corvoscuro” és a hatalmas hollónevű „Mighty Ravendark” az uralkodók. Ezenkívül a norvég természeti tájak, a fagy, a hó és a tél egyaránt fontos szereplői az együttes szerzeményeinek. Ezek főleg az At the Heart of Winter albumon kerültek előtérbe. Iscariah, az egykori basszusgitáros elárulta, hogy Blashyrkh valójában az együttes titkos helye, amelyről nem sokan tudnak. A legtöbb szöveget Demonaz jegyzi, aki „Mighty Ravendark”ot, a Blashyrkh királyságot uraló óriás varjút, úgy jellemezte, hogy őt a félelem küldte, aki része a természetnek és varázslatos hangulatot tud teremteni maga körül. Demonaz egyik másik interjúban elárulta, hogy azért találták ki a Blashyrkh birodalmat, mert nem akartak dalszöveget írni Sátánról, csakúgy mint politikai és vallási témákról sem.

## Hatásuk
Az Immortal a Mayhem által inspirált norvég black metal második hullámával tűnt fel, olyan előadókkal karöltve, mint a Darkthrone, az Emperor, a Burzum, a Satyricon és a Gorgoroth. Az együttest sok zenekar befolyásolta, köztük a viking metalként elhíresült norvég Enslaved is, akiknek a tiszteletére az első Immortal demóra felkerült egy Enslaved in Rot című szám. A további norvég kortársak közül még a Burzum, a Satyricon és az Alastor is hatással volt az Immortalra. Az About.com kritikusa Dan Marsicano szerint az együttes számtalan más zenekarra volt hatással, mivel részt vett a black metal stílus kialakításában. Daniel Bukszpan pedig a The Encyclopedia of Heavy Metal című könyvében írta le, hogy akit érdekel a black metal, legalább az első négy albumukat meg kell hallgatnia. A zenekar dalait már számtalan együttes feldolgozta, többek között az Old Forest és a Sunn O))) is, de 2005-ben megjelent egy Epimythion – Tribute to Immortal című Immortal tribute album is. Ezen az anyagon olyan zenekarok tisztelegnek az Immortal előtt, mint a Sunn O))), a Beyond Dawn, az Endwarfment, a Vreid, a Tragedy Begins, a Zweizz, a Keep of Kalessin, az Enthroned, az Aura Noir, a Funeral Procession és a Seth.

## Az együttes tagjai

### Jelenlegi tagok
- Demonaz Doom Occulta (Harald Nævdal) – gitár (1990–1997), dalszöveg (1990–2003, 2006–)
- Horgh (Reidar Horghagen) – dob (1996–2003, 2006–)
- Apollyon (Ole Jørgen Moe) – basszusgitár (2006–)

### Korábbi tagok
- Jörn Tonsberg – gitár (1989–1991)
- Armagedda – dob (1990–1992)
- Kolgrim (Jan Atle Åserød) – dob (1992)
- Grim (Erik Brødreskift) – dob (1993–1994)
- Hellhammer (Jan Axel Blomberg) – dob (1995)
- Ares – basszusgitár (1998)
- Iscariah (Stian Smørholm) – basszusgitár (1999–2002)
- Saroth (Yngve Liljebäck) – basszusgitár (2002–2003)
- Abbath Doom Occulta (Olve Eikemo) – ének, gitár (1990–2003, 2006–2015)

## Diszkográfia

### Stúdióalbumok
- Diabolical Fullmoon Mysticism (1992)
- Pure Holocaust (1993)
- Battles in the North (1995)
- Blizzard Beasts (1997)
- At the Heart of Winter (1999)
- Damned in Black (2000)
- Sons of Northern Darkness (2002)
- All Shall Fall (2009)
- Northern Chaos Gods (2018)

### EP-k
- Immortal (1991)

### Split kiadványok
- True Kings of Norway (2000)

### Demók
- The Northern Upins Death (1990)
- Suffocate Demo (1991)

### Koncert albumok
- Live At Waldrock (1999)

### VHS
- Masters Of Nebulah Frost (1995)

### DVD-k
- The Seventh Date of Blashyrkh (2010. augusztus 6.)[75]

## Eredmények
Spellemannprisen eredmények
A Spellemannprisen egy norvég zenei díj, amit norvég zenészeknek adnak át, gyakran említik a norvég Grammy Díjnak.
| Év   | Jelölt album              | Kategória          | Eredmény | Ref.   |
| ---- | ------------------------- | ------------------ | -------- | ------ |
| 2003 | Sons of Northern Darkness | Legjobb metalalbum | Jelölés  | [ 76 ] |
| 2010 | All Shall Fall            | Legjobb metalalbum | Jelölés  | [ 77 ] |

Alarmprisen eredmények
Az Alarmprisen egy norvég zenei díj, amit pop, rock és heavy metal előadóknak adnak oda minden évben, 2001-től.
| Év   | Jelölt album              | Kategória          | Eredmény | Ref.   |
| ---- | ------------------------- | ------------------ | -------- | ------ |
| 2001 | Damned In Black           | Legjobb metalalbum | Nyertes  | [ 78 ] |
| 2003 | Sons of Northern Darkness | Legjobb metalalbum | Jelölés  | [ 79 ] |

Metal Hammer Golden Gods
A Metal Hammer Golden Gods egy díj, amit a Metal Hammer magazin hozott létre, díjaznak benne együtteseket, előadókat, albumokat, videókat és videojátékokat.
| Év   | Jelölés  | Kategória                  | Eredmény | Ref.   |
| ---- | -------- | -------------------------- | -------- | ------ |
| 2010 | Immortal | Legjobb underground előadó | Nyertes  | [ 80 ] |